# Палупера (волость)
Па́лупера (эст. Palupera) — бывшая волость на юге Эстонии в составе уезда Валгамаа.

## Положение
Площадь занимаемой территории — 123,62 км². На 1 января 2012 года численность населения составляла 1116 человек.
Административный центр волости — деревня Хелленурме. Помимо этого, на территории волости находятся ещё 13 деревень: Ныуни, Палупера, Пяйдла, Неэрути, Лутике, Макита, Ряби, Урми, Мяэлоога, Атра, Пастаку, Астувере, Мити.
В письменных источниках Палупера впервые упоминается в 1582 году. Деревни Лутике и Макита разъединились в ноябре 2007 года.
В результате административно-территориальной реформы 2017 года деревни Лутике, Макита, Мити, Неэрути, Ныуни, Пяйдла и Ряби вошли в состав волости Отепя.